# Arthrofibrose nach Knie-Endoprothetik
Arthrofibrosen nach Knie-Endoprothetik können nach Implantation von Endoprothesen am Kniegelenk entstehen.

## Entstehung
Es kommt in circa 10 % der Fälle zur Entwicklung einer Arthrofibrose (krankhafte intraartikuläre Vermehrung von Bindegewebe). Die Patienten leiden unter Schmerzen und einer zunehmenden Bewegungseinschränkung mit Streck- und Beugedefizit, sodass die Aktivitäten des täglichen Lebens beeinträchtigt sind. Die bisherige Behandlung mit intensiven Dehnübungen, Narkosemobilisationen, Narbenexzisionen und Endoprothesen-Wechsel führt oft nicht zum erhofften Erfolg.
Experimentelle Untersuchungen an Zell- und Gewebekulturen mit Fibroblasten haben gezeigt, dass mechanischer Stress eine Aktivierung dieser narbenbildenden Zellen mit vermehrter Produktion der Xylosyltransferase bewirkt. Dieses Enzym ist verantwortlich für die physiologische Narbenbildung, steht aber auch im Verdacht, die Fibrosierungsprozesse zu fördern.

## Behandlung
Aufgrund dieser Forschungsergebnisse wurde ein neues Behandlungskonzept der Arthrofibrose entwickelt, das konsequent auf passive Dehnübungen des Kniegelenkes verzichtet. Die bisherigen Ergebnisse sind vielversprechend. Operative Maßnahmen konnten verhindert werden. Weitere kontrollierte, randomisierte und prospektive Studien sind erforderlich.